# Peracca subulicerca
Peracca subulicerca är en insektsart som först beskrevs av Heinrich Hugo Karny 1926.  Peracca subulicerca ingår i släktet Peracca och familjen vårtbitare. Inga underarter finns listade i Catalogue of Life.